# Paul Goodman (baron Goodman of Wycombe)
Paul Alexander Cyril Goodman, baron Goodman de Wycombe (né le 17 novembre 1959) est un journaliste britannique et homme politique du Parti conservateur. Il est député de Wycombe de 2001 à 2010, période pendant laquelle il est ministre fantôme auprès du ministère des Communautés et du Gouvernement local. En 2024, Goodman est nommé à la Chambre des lords par le Premier ministre Rishi Sunak.

## Jeunesse
Paul Goodman est né de parents juifs à Londres et se convertit au catholicisme au milieu de la vingtaine. Il grandit à East Sheen et fait ses études à la Cranleigh School de Surrey avant de fréquenter l'Université d'York où il obtient un baccalauréat ès arts en littérature anglaise en 1981. Il est président de la Fédération des étudiants conservateurs entre 1983 et 1984 et membre de l'exécutif du Syndicat national des étudiants au cours des deux années précédentes.

## Carrière politique
En 1977, il travaille pendant un an comme assistant auprès du député conservateur de Petersfield, Michael Mates (en). En 1983, il est président de la Fédération des étudiants conservateurs et est nommé directeur des affaires publiques chez Extel Consultancy en 1984, avant de devenir assistant pendant deux ans auprès de Tom King, secrétaire d'État pour l'Irlande du Nord et député de Bridgwater. en 1985. Il est brièvement membre de l'unité politique du conseil de la ville de Westminster en 1988 avant de suivre une formation de moine novice à l'abbaye de Quarr à Ryde sur l'île de Wight. Il quitte l'abbaye en 1990 pour occuper le poste de rédacteur en chef du Catholic Herald, avant de devenir rédacteur principal du Daily Telegraph en 1991, puis journaliste du Sunday Telegraph en 1992, avant de revenir au Daily Telegraph en tant qu'éditorialiste en 1995, restant rédacteur de premier plan après son élection à Westminster.
Il est élu à la Chambre des communes pour Wycombe dans le Buckinghamshire lors des élections générales de 2001 après le départ à la retraite de Ray Whitney. Goodman gagne Wycombe avec une majorité de 3 168 voix et y reste député jusqu'aux élections générales de 2010. Il prononce son premier discours le 27 juin 2001.
Il est pendant un an Secrétaire parlementaire privé du président du Parti conservateur David Davis à partir de 2001, et est promu au premier rang par Michael Howard en 2003 en tant que porte-parole sur le travail et les retraites. Lorsque David Cameron devient chef conservateur en 2005, Paul Goodman devient porte-parole pour les questions liées au Trésor. Le 5 juin 2009, dans l'incertitude provoquée par le scandale des dépenses parlementaires, il annonce dans le Bucks Free Press qu'il ne se représente pas au Parlement aux élections générales suivantes. 
De 2013 à 2024, Goodman est rédacteur en chef du blog politique de centre-droit ConservateurHome, le New Statesman le qualifiant de « commentateur faisant autorité sur la politique conservatrice ».
Goodman est nommé pair à vie par le Premier ministre Rishi Sunak et le 11 mars 2024, il est créé baron Goodman de Wycombe, de High Wycombe dans le comté de Buckinghamshire.